# Репродуктивна изолация
Репродуктивната изолация е важно понятие в еволюционната биология. Тя представлява съвкупност от процеси, които възпрепятстват две популации да обменят гени помежду си. Разделянето на генните банки на популациите при някои условия може да доведе до възникване на отделни видове. Репродуктивната изолация може да настъпи или поради възпрепятстване на оплождането, или поради създаването на стерилен хибрид.
|  | Тази страница частично или изцяло представлява превод на страницата Reproductive isolation в Уикипедия на английски. Оригиналният текст, както и този превод, са защитени от Лиценза „Криейтив Комънс – Признание – Споделяне на споделеното“, а за съдържание, създадено преди юни 2009 година – от Лиценза за свободна документация на ГНУ. Прегледайте историята на редакциите на оригиналната страница, както и на преводната страница, за да видите списъка на съавторите. ВАЖНО: Този шаблон се отнася единствено до авторските права върху съдържанието на статията. Добавянето му не отменя изискването да се посочват конкретни източници на твърденията, които да бъдат благонадеждни. |